# 蒋志
蒋志（1971年—，中国艺术家）

## 生平
生于湖南沅江，1995年毕业于中国美术学院，是1990年代中国实验艺术背景下成长起来的重要影像艺术家之一，他的创作包括摄影、绘画、录像及装置，小说和诗作亦是他艺术创作的重要媒介。一直致力于多媒体艺术的他于2010年才开始他的作画生涯。 中国艺术与设计大奖赛候选人。他创作的摄影和录像作品，涵盖了身体、性别、大众消费文化、社会性事件等各种主题，带有很强的叙事性，探索的是观察方式和存在方式的关系。蒋志善于在精心设计的背景中去演绎痛楚和伤害，捕捉和凸显真实的荒诞性。
蒋志曾于北戴河阿那亚艺术中心（2024）、深圳坪山美术馆（2023）、OCAT深圳馆（2016）和广东时代美术馆（2012）举办个展。他的作品曾在香港M+幕墙（2023）、上海明圆美术馆（2023）、上海多伦现代美术馆（2021）、重庆当代美术馆（2021）、武汉美术馆（2021）、上海明珠美术馆（2020）、上海昊美术馆（2020）、北京民生现代美术馆（2020）、包括美国古根汉美术馆的「1989后的艺术与中国—世界剧场」（2017）、第九届上海双年展（2012）、第四届广州三年展（2012）、美国国际摄影中心和亚洲协会（2004）、第50届威尼斯双年展（2003）等展出。
他的作品被众多机构收藏，包括德国亚历山大·图切克基金会、英国Asymmetry艺术基金会、法国DSL藏品、中国广东美术馆、美国胡德艺术博物馆、西班牙瓦伦西亚现代艺术博物馆、摩根大通艺术收藏、KADIST艺术基金会、香港M+、瑞士希克藏品、中国时代美术馆、澳大利亚悉尼白兔美术馆等。
蒋志现于北京居住和工作。

## 引用
1. ↑  . Blindspot Gallery 刺點畫廊.   [2024-11-23]. （原始内容存档于2024-06-22） （中文（繁體））.
2. ↑  Borysevicz, Mathieu. . Contemporary Chinese Art is the property of Yishu. 2012.